# یان فرهاین
یان فرهاین (هلندی: Jan Verheijen; ۳۰ نوامبر ۱۸۹۶ – ۲۹ آوریل ۱۹۷۳) وزنه‌بردار اهل هلند بود.